# Dolly (brebis)
Pour les articles homonymes, voir Dolly.
Dolly, née le 5 juillet 1996 à Roslin (Royaume-Uni) (Institut Roslin) et morte le 14 février 2003 au même endroit, est une brebis célèbre pour être le premier clone de mammifère de l'histoire, obtenu à partir d'un noyau de cellule somatique adulte par l'équipe de Keith Campbell et Ian Wilmut chez PPL Therapeutics, en association avec l'Institut Roslin à Édimbourg en Écosse.

## Vie

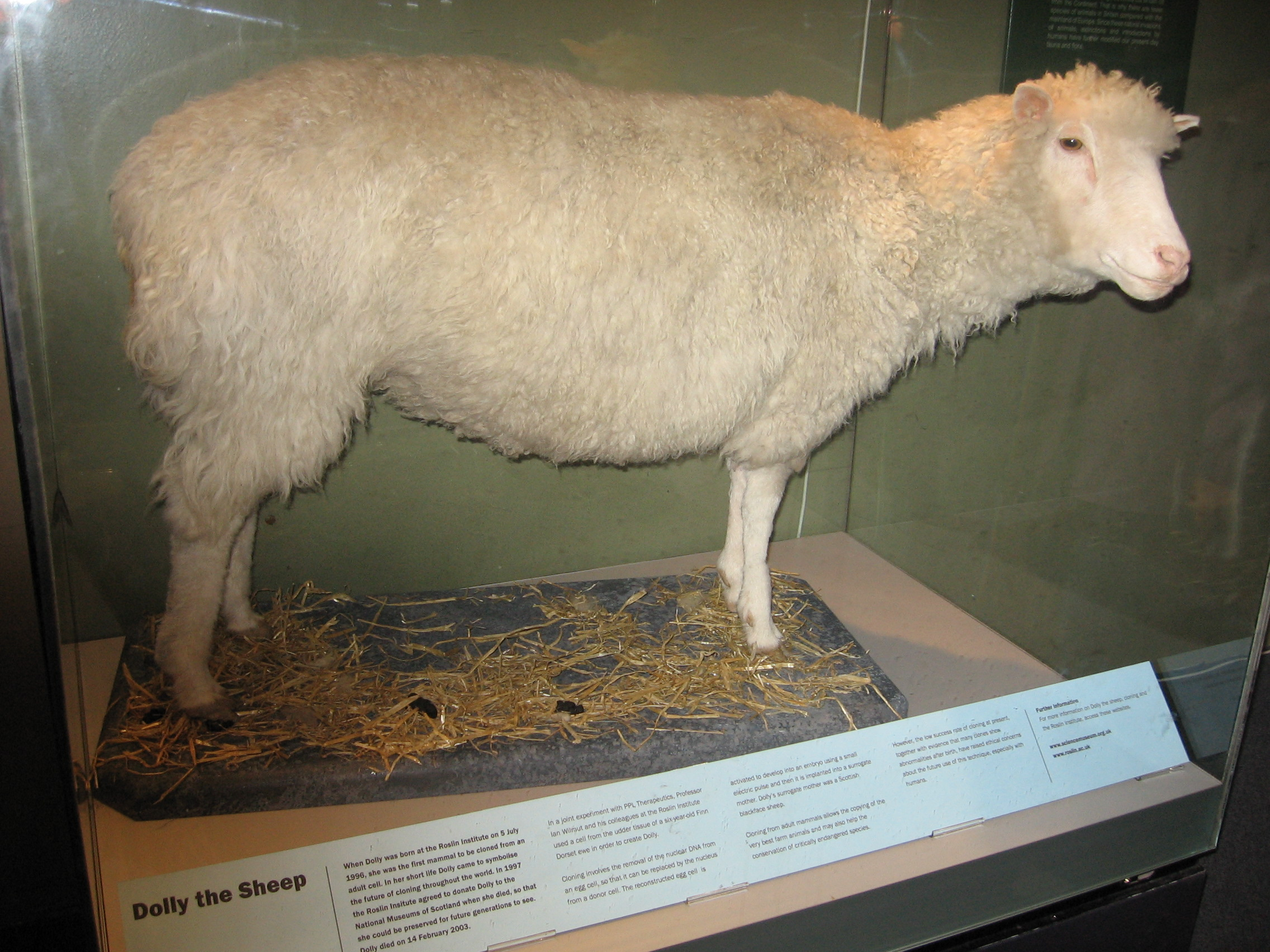
Le corps naturalisé de Dolly.

Le 2 avril 1996, Ian Wilmut et Keith Campbell, deux chercheurs écossais chez PPL Therapeutics en Écosse, réalisent une manipulation génétique à partir d'une cellule de la glande mammaire d'une brebis adulte de six ans nommée Geniees. Le noyau de cette cellule contenant la totalité du patrimoine génétique, c'est-à dire l'ADN nucléaire de Geniees, est injecté à l'intérieur d'un ovule d'une autre brebis, nommée Belinda, dont le noyau original a lui-même été préalablement retiré. Ainsi l'ADN nucléaire de Geniees remplace celui de Belinda dans l'ovule de cette dernière. 277 cellules-œufs sont créées ; elles donnent naissance à environ 30 embryons. Un seul d'entre eux se développe jusqu'à l'âge adulte. Pour la première fois, un être viable issu de cette technique de clonage survit. Les scientifiques écossais appellent la brebis « Dolly » en référence à une chanteuse américaine, Dolly Parton, réputée pour la générosité de sa poitrine, car le clonage a été réalisé à partir de cellules de glande mammaire. Le 23 février 1997, le monde apprend la naissance de Dolly.
Les chercheurs se sont vite aperçus que Dolly vieillissait rapidement,. L'arthrite prématurée de Dolly est attribuée au fait que la cellule prise sur Geniees, alors âgée de six ans, comprend des télomères raccourcis. En effet, la longueur des télomères est réduite après chaque division cellulaire. De fait, Dolly a un patrimoine génétique vieux de six ans dès sa naissance. D'autres interprétations suggèrent que l'arthrite de Dolly pourrait être due à son mode de vie trop protégé en laboratoire.
Cette conclusion sur le vieillissement précoce de Dolly (selon laquelle elle aurait un patrimoine génétique de six ans préalables à sa naissance) est mise en doute par certains biologistes,. Dans son livre « Lifespan: Why we age and why we don't have to, le professeur de génétique et codirecteur du Paul F. Glenn Center for Biology of Aging Research à la Harvard Medical School, David Sinclair, affirme qu'il est erroné de dire que les animaux clonés vieillissent plus rapidement. Des chercheurs de l'Université de Bath ont également découvert chez des souris clonées que les télomères protégeant les extrémités des chromosomes étaient, étonnamment, légèrement plus longs au fil des générations successives et ne démontraient aucun signe de vieillissement prématuré.
Dolly est euthanasiée en février 2003 à la suite de problèmes d'arthrite précoce et de difficultés respiratoires (dues à un adénocarcinome pulmonaire ovin). Son corps est exposé au National Museum of Scotland, à Édimbourg.

## Apport scientifique
Dolly est le premier mammifère né sans qu'une fécondation d'un ovule par un spermatozoïde ait eu lieu. Elle est plutôt issue de la constitution d'un embryon par fusion en laboratoire d'un noyau cellulaire et d'un ovule énucléé : la brebis ainsi née possède un patrimoine nucléaire identique à un individu déjà existant.
Cependant, Dolly n'est pas le clone parfait de Geniees. En effet, dans l'ovule utilisé, comme dans toutes les cellules, il s'est trouvé des organites, les mitochondries (les « usines énergétiques » de la cellule), qui possèdent leur propre patrimoine génétique. Dolly est donc aussi le fruit de la brebis qui a donné son ovule.
Le clonage à partir de cellules différenciées d'un organisme adulte constitue une avancée importante :
- Cela prouve que la régulation de l'expression des gènes est réversible. On s'en doutait depuis des années, mais il n'y avait pas de preuve.
- Cela ouvre la porte à la production d'animaux transgéniques (qui possèdent des gènes en plus, par exemple des gènes qui codent des protéines humaines utilisées à des fins médicales) ou d'animaux présentant des qualités particulières. Il pourrait s'agir d'une technique intéressante pour sauvegarder les espèces en voie de disparition.

Le phénomène médiatique a vu se diffuser l'idée fausse qu'un clone est la copie conforme d'un autre individu. L'identité est celle de l'ADN nucléaire, ce qui implique que le clone n'est donc :
- ni génétiquement identique à un autre individu : le patrimoine génétique est composé de l'ADN nucléaire contenu dans le noyau des cellules de l'organisme et de l'ADN mitochondrial (ADN mt) contenu notamment dans le cytoplasme de l'ovule (donc aussi dans l'ovule énucléé). À l'origine, les chercheurs pensaient que l'ovule énucléé était un environnement qui devenait neutre au fur et à mesure de l'expression de l'ADN, mais les recherches ont montré que l'ADNmt contribue à la reprogrammation de l'ADN du noyau cellulaire; il interagit avec l'ADN nucléaire et influence donc son expression et, une fois l'organisme parvenu à maturité, il joue un rôle dans la respiration cellulaire, la production des protéines et l'homéostasie (certaines maladies génétiques sont donc exclusivement mitochondriales). Demeure néanmoins l'identité non négligeable de l'ADN nucléaire ;

- ni une physionomie identique : conséquence du rôle du milieu (dont participe notamment l'ADNmt) dans lequel s'exprime l'ADN, même si une grande ressemblance existe, elle est finalement moindre que celle qui existe entre des jumeaux homozygotes. Pour une brebis blanche, les traits physionomiquement distinctifs ne sont pas nombreux, ce qui renforce la grande ressemblance entre Dolly et Belinda.

La même équipe écossaise a cloné 13 brebis, dont 4 en 2007 (Debbie, Denise, Diana et Daisy) à partir de la lignée de cellules de glande mammaire ayant permis la naissance de Dolly 10 ans plus tôt. Contrairement à Dolly, ces brebis ne montrent pas de signes de vieillissement accéléré. Alors que moins de 3 % des embryons clonés parvenaient à naître en bonne santé en 1996, cette proportion a dépassé 20 % pour la cohorte de brebis en 2016,.
Depuis cette époque, d'autres mammifères tels que des chevaux et des taureaux ont été clonés.

## Dans la culture
Juste après l'annonce de la naissance, Les Guignols de l'info font un parallèle avec une cellule de JLD (Jean-Luc Delarue), et des clones d'animateurs vedettes (Alexandre Devoise et Philippe Vecchi) créés par Alain de Greef.
Au début du film À l'aube du sixième jour sorti en 2000, une séquence narrative mentionne le clonage d'une brebis nommée Dolly.
En 2002, Steve Reich crée Three Tales, une œuvre s'inspirant en partie de l'aventure technologique constituée par Dolly, et qui met en perspective avec d'autres avancées technologiques cruciales du XXe siècle et leurs conséquences historiques.
En 2006, le chanteur japonais Hyde sort son quatrième album solo Faith, sur lequel se trouve la chanson Dolly, inspirée par la brebis clonée.
En 2016, la série canadienne Orphan Black qui retrace l'histoire de quatre clones fait référence au cours de la saison 4 à Dolly grâce à un masque représentant une tête de brebis, porté par l'un des clones (MIK) pour garder secrète son identité.
Dans le logiciel VirtualBox un bouton permet de cloner une machine virtuelle. L'icône sur ce bouton symbolise une brebis.
Dans le jeu-vidéo The Alters le premier être vivant créé grâce au rapidium est une brebis nommée Molly, et le projet en cours se nomme Project Dolly.